# Pteropus caniceps
La volpe volante dalla testa cinerina (Pteropus caniceps Gray, 1870) è un pipistrello appartenente alla famiglia degli Pteropodidi, endemico delle Isole Molucche.

## Descrizione

### Dimensioni
Pipistrello di medie dimensioni, con la lunghezza della testa e del corpo fino a 213,6 mm, la lunghezza dell'avambraccio tra 135 e 141,1 mm, la lunghezza del piede tra 45,5 e 50 mm, la lunghezza delle orecchie di 30,3 mm e un peso fino a 610 g.

### Aspetto
La pelliccia è corta e setosa. Le parti dorsali sono bruno-rossastre o marroni scure cosparse densamente di peli argentati, la testa e le spalle sono giallo-brunastre con la base dei peli marrone scura, mentre le parti ventrali sono brunastre. Il muso è lungo e affusolato, gli occhi sono grandi. Le orecchie sono lunghe, strette e con l'estremità appuntita. La tibia è priva di peli. Le membrane alari sono attaccate lungo i fianchi del corpo. È privo di coda, mentre l'uropatagio è ridotto ad una sottile membrana lungo la parte interna degli arti inferiori.

## Biologia

### Comportamento
Si rifugia in coppie nelle cavità degli alberi. Sembra non essere dipendente da fonti d'acqua.

### Riproduzione
Sono state registrate nascite di piccoli durante il mese di novembre.

## Distribuzione e habitat
Questa specie è limitata alle isole di Halmahera, Ternate, Tidore, Kayoa e Bacan nell'arcipelago delle Isole Molucche settentrionali.
Vive in ambienti sia primari che disturbati fino a 1.630 metri di altitudine.

## Tassonomia
In accordo alla suddivisione del genere Pteropus effettuata da Andersen, P. caniceps appartiene come unica specie allo  P. caniceps species Group. Tale appartenenza si basa sulle caratteristiche di avere il cranio tipicamente pteropino, sulla presenza di un ripiano basale nei premolari e sulle orecchie allungate.
Altre specie simpatriche dello stesso genere: P. conspicillatus, P. hypomelanus e P. personatus .

### Sinonimi
Pteropus dobsoni (Andersen, 1909), è basato su un unico esemplare depositato presso il Natural History Museum di Londra ed acquistato nella metà dell'800 da G.A.Frank,  con associata un'etichetta che indica come presunta località di provenienza "Celebes" (l'odierna isola di Sulawesi). Tuttavia nessun altro esemplare è stato raccolto sull'isola indonesiana fino ad oggi, ed anche una serie proveniente dall'isola di Peleng risulta di dubbia assegnazione.

## Conservazione
La IUCN Red List, considerata la ristrettezza del suo areale, la perdita progressiva del suo Habitat e la caccia, classifica P. caniceps come specie prossima alla minaccia di estinzione (Near Threatened).